# 메시아 시대
메시아 시대는 범죄, 전쟁과 빈곤없는 세상에서 보편적인 평화와 형제애의 미래의 시간을 가리키는 신학적 용어이다. 많은 종교는 "하느님의 나라", "낙원", "평화로운 왕국", "올 세계" 등의 시대가 올 것이라 믿는다.

## 같이 보기
- 종말론
- 메시아
- 악의 문제
- 6000년